# Märta Stenevi
Anna Märta Viktoria Stenevi, född Wallin den 30 mars 1976 i Allhelgonaförsamlingen i Lund, är en svensk miljöpartistisk politiker. Stenevi var språkrör för Miljöpartiet januari 2021–februari 2024. Från februari till november 2021 var hon Sveriges jämställdhets- och bostadsminister. 
Hon är ordinarie riksdagsledamot sedan 2022, invald för Stockholms läns valkrets.

## Biografi
Stenevi har en DIHM-examen i marknadsföring samt en KY-utbildning i projektledning. Hon har även studerat litteraturvetenskap, film, förlagskunskap och företagsekonomi vid Lunds universitet men utan att avlägga någon examen. Hon har under cirka 15 år arbetat inom bokbranschen, bland annat som marknadschef på Bokus och inköpschef på IMP Nordic.
Stenevi är sambo och har tre barn i ett tidigare äktenskap. Hon är bosatt i Malmö.

### Politisk karriär
Märta Stenevi har varit regionråd i Skåne 2014–2016, kommunalråd i Malmö 2016–2019 och Miljöpartiets partisekreterare 2019–2021. I Europaparlamentsvalet 2019 stod hon på plats sju på Miljöpartiets lista och blev inte invald.
Stenevi var en av kandidaterna i Miljöpartiets språkrörsval 2021 och sågs av flera bedömare som favorit att efterträda Isabella Lövin. Hon var valberedningens förslag och blev på partikongressen den 31 januari 2021 vald till språkrör med 142 av 265 röster i en omröstning med fyra kandidater.
Den 5 februari 2021 blev hon utsedd till jämställdhets- och bostadsminister i Regeringen Löfven II. Hon hade posten till 30 november samma år, då Miljöpartiet lämnade regeringen.
I riksdagsvalet 2022 ökade Miljöpartiets väljarstöd med 0,7 procentenheter till 5,1 procent. Stenevi toppade partiets valsedel i Stockholms läns valkrets och blev invald i riksdagen.
Den 9 februari 2024 meddelade Stenevi att hon avgår som språkrör för Miljöpartiet. Den 13 maj 2025 meddelade hon att hon helt lämnar politiken.